# Hingganita-(Ce)
La hingganita-(Ce) és un mineral de la classe dels silicats, que pertany al grup de la gadolinita-datolita. Va ser descoberta l'any 1987 a la pedrera Iwaguro Sekizai, Tawara (Tahara), Honshū, Japó. El seu nom indica que és l'anàleg mineral amb Ce dominant de la hingganita-(Y).

## Característiques
La hingganita-(Ce) és un nesosilicat de fórmula química BeCe(SiO₄)(OH) segons l'IMA. Cristal·litza en el sistema monoclínic en cèrcols sobre cristalls prismàtics de hingganita-(Y). És de color bru clar i la seva duresa a l'escala de Mohs és 5 a 6.
Segons la classificació de Nickel-Strunz, la hingganita-(Ce) pertany a «09.AJ: Estructures de nesosilicats (tetraedres aïllats), amb triangles de BO₃ i/o B[4], tetraèdres de Be[4], compartint vèrtex amb SiO₄» juntament amb els següents minerals: grandidierita, ominelita, dumortierita, holtita, magnesiodumortierita, garrelsita, bakerita, datolita, gadolinita-(Ce), gadolinita-(Y), hingganita-(Y), hingganita-(Yb), homilita, melanocerita-(Ce), minasgeraisita-(Y), calcibeborosilita-(Y), stillwellita-(Ce), cappelenita-(Y), okanoganita-(Y), vicanita-(Ce), hundholmenita-(Y), prosxenkoïta-(Y) i jadarita.

## Formació i jaciments
La hingganita-(Ce) es troba en pegmatites druses. Se n'han trobat jaciments a la pedrera Poudrete, mont Saint-Hilaire al Quebec i a un llac d'aquesta província prop de la frontera amb Terranova i Labrador, Canadà; a la pedrera Iwaguro Sekizai, Tawara (Tahara), Honshū, Japó; al mont Ulyn Khuren, Província de Khovd, Mongòlia; a la pedrera Arent, Tvedalen, Vestfold, Noruega i a la pedrera Szklarska Poręba-Huta, monts Karkonosze, Baixa Silèsia, Polònia.
Sol trobar-se associada a altres minerals com: quars, feldespat de potassi, albita, zinnwaldita, cassiterita, stokesita, fluorita, clorita i titanita.